# Connaisseur (spécialiste)
Pour les articles homonymes, voir Connaisseur.

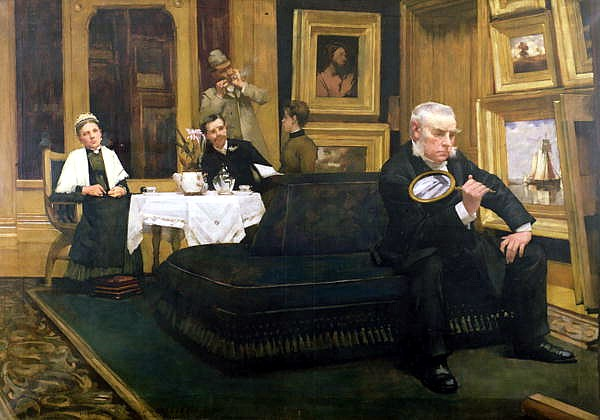
Henry Herbert La Thangue (1859–1929), The Connoisseur (1887), huile sur toile, Bradford, Cartwright Hall. Un connaisseur étudiant une œuvre picturale.

Un connaisseur est un spécialiste du goût dans un domaine donné, notamment les beaux-arts ou la gastronomie. 
Souvent rattachés à des musées, des galeries d'art ou des grands restaurants, les connaisseurs modernes évaluent l'art selon des critères esthétiques. Le jugement des connaisseurs est basé sur une panoplie d'habiletés, dont notamment l'intuition, un esprit critique, une certaine érudition...

## Historique
Le mot « connoisseur » est en fait l'orthographe d'avant 1835 du mot connaisseur, issu lui-même d'un mot de l'ancien français « connoistre », signifiant « connaître quelqu'un ou quelque chose ».

## Connoisseur et historien de l'art
En 1955, dans Meaning in the Visual Arts, Erwin Panofsky explique la différence entre un connoisseur (à ne pas confondre avec un connaisseur, en anglais - an expert) et un historien de l'art. « Le connoisseur peut être défini comme un historien de l'art laconique et l'historien de l'art, comme un connaisseur loquace »,.